# بيلا بيرغر
بيلا بيرغر (بالإنجليزية: Bela Berger)‏ هو لاعب شطرنج أسترالي، ولد في 12 أغسطس 1931 في زومباثلي في المجر، وتوفي في 2005.

## وصلات خارجية
- بيلا بيرغر على موقع مباريات الشطرنج (الإنجليزية)
- بيلا بيرغر على موقع 365Chess.com (الإنجليزية)
- بيلا بيرغر على موقع Chesstempo.com (الإنجليزية)